# مارك تومسون (لاعب كرة قاعدة)
مارك تومسون (بالإنجليزية: Mark Thompson)‏ هو لاعب كرة قاعدة أمريكي، ولد في 7 أبريل 1971 في روسلفيل في الولايات المتحدة.

## وصلات خارجية
- مارك تومسون على موقعبيزبول رفرنس.كوم (الدوري الرئيسي) (الإنجليزية)